# Gaverina Terme
Gaverina Terme est une commune italienne de moins de 1 000 habitants, située dans la province de Bergame, dans la région Lombardie, dans le Nord de l'Italie.

## Administration
| Période                                  | Période  | Identité         | Étiquette     | Qualité |
| ---------------------------------------- | -------- | ---------------- | ------------- | ------- |
| 08/06/2009                               | En cours | Denis Flaccadori | Liste civique |         |
| Les données manquantes sont à compléter. |          |                  |               |         |

### Communes limitrophes
Albino, Bianzano, Casazza, Cene, Spinone al Lago